# گیدی‌لی
گیدی‌لی (به لاتین: Gideyli یا گودی‌لی Güdəyli) یک منطقه مسکونی در جمهوری آذربایجان است که در شهرستان اسماعیللی واقع شده است.